# EuroCup Women 2017-2018
L'EuroCup Women 2017-2018 è la sedicesima edizione del torneo europeo di secondo livello per squadre femminili di club di pallacanestro. Il torneo ha avuto inizio il 20 settembre 2017 con la gara di andata di un turno preliminare e si è concluso il 18 aprile 2018 con la gara di ritorno della finale.
Il trofeo è stato vinto dalle turche del Galatasaray che hanno sconfitto in finale la Reyer Venezia.

## Regolamento
Alla regular season partecipano 40 squadre (36 qualificate di diritto, 2 eliminate dalla fase preliminare dell'EuroLega e 2 uscenti da un turno di qualificazione), divise in 10 gruppi di 4 secondo criteri geografici. Le prime due classificate di ogni girone più le due migliorii terze di ogni conference si qualificano per la fase a eliminazione diretta, giocata con partite di andata e ritorno dagli ottavi sino alla finale.

## Squadre partecipanti
Accedono direttamente al torneo le seguenti 36 squadre, più 2 uscenti dal turno di qualificazione all'EuroLega:
| Nazione         | Numero       | Squadre (posizione in classifica nel proprio campionato 2016–2017) | Squadre (posizione in classifica nel proprio campionato 2016–2017) | Squadre (posizione in classifica nel proprio campionato 2016–2017) | Squadre (posizione in classifica nel proprio campionato 2016–2017) | Squadre (posizione in classifica nel proprio campionato 2016–2017) |
| Conference 1    | Conference 1 | Conference 1                                                       | Conference 1                                                       | Conference 1                                                       | Conference 1                                                       | Conference 1                                                       |
| --------------- | ------------ | ------------------------------------------------------------------ | ------------------------------------------------------------------ | ------------------------------------------------------------------ | ------------------------------------------------------------------ | ------------------------------------------------------------------ |
| Turchia         | 5            | Agü Spor Kayseri (quarta)                                          | Beşiktaş (quinta)                                                  | Hatay (sesta)                                                      | Mersin (settima)                                                   | İstanbul Üniversitesi (ottava)                                     |
| Polonia         | 4            | Ślęza Wrocław (campione)                                           | Artego Bydgoszcz (quarta)                                          | Energa Toruń (quinta)                                              | Gorzów Wielkopolski (sesta)                                        |                                                                    |
| Russia          | 3            | MBA Mosca (sesta)                                                  | Sparta&K Vidnoe (ottava)                                           | Enisey Krasnojarsk (decima)                                        |                                                                    |                                                                    |
| Slovacchia      | 3            | Good Angels Košice (campione)                                      | MBK Ružomberok (terza)                                             | Piešťanské Čajky (seconda, EL.Q)                                   |                                                                    |                                                                    |
| Grecia          | 1            | Olympiakos (campione)                                              |                                                                    |                                                                    |                                                                    |                                                                    |
| Lettonia        | 1            | TTT Rīga (campione)                                                |                                                                    |                                                                    |                                                                    |                                                                    |
| Romania         | 1            | Sepsi SIC (campione)                                               |                                                                    |                                                                    |                                                                    |                                                                    |
| Svezia          | 1            | Udominate Umeå (seconda)                                           |                                                                    |                                                                    |                                                                    |                                                                    |
| Conference 2    |              |                                                                    |                                                                    |                                                                    |                                                                    |                                                                    |
| Ungheria        | 5            | Ceglédi EKK (terza)                                                | UNI Győr (quarta)                                                  | PEAC-Pécs (quinta)                                                 | Diósgyőr Miskolc (sesta)                                           | KSC Szekszárd (seconda, EL.Q)                                      |
| Francia         | 3            | Flammes Carolo Basket (terza)                                      | Basket Landes (sesta)                                              | Nantes Rezé (settima)                                              |                                                                    |                                                                    |
| Germania        | 2            | TSV 1880 Wasserburg (campione)                                     | Rutronik Stars Keltern (seconda)                                   |                                                                    |                                                                    |                                                                    |
| Italia          | 2            | Passalacqua Ragusa (terza)                                         | Umana Reyer Venezia (quarta)                                       |                                                                    |                                                                    |                                                                    |
| Repubblica Ceca | 2            | KP Brno (terza)                                                    | ČEZ Nymburk (quarta)                                               |                                                                    |                                                                    |                                                                    |
| Spagna          | 2            | Spar CityLift Girona (seconda)                                     | Lointek Gernika Bizkaia (quinta)                                   |                                                                    |                                                                    |                                                                    |
| Belgio          | 1            | Belfius Namur Capitale (quinta)                                    |                                                                    |                                                                    |                                                                    |                                                                    |
| Portogallo      | 1            | GdEssa Barreiro (campione)                                         |                                                                    |                                                                    |                                                                    |                                                                    |
| Svizzera        | 1            | Elfic Fribourg Basket (seconda)                                    |                                                                    |                                                                    |                                                                    |                                                                    |

Legenda:
- finalista della precedente edizione.
- EL.Q: eliminato al turno di qualificazione dell'Eurolega

Le seguenti 4 squadre disputano un turno preliminare a eliminazione diretta dal quale se ne qualificano 2 per la regular season:
| Nazione      | Numero       | Squadre (posizione in classifica nel proprio campionato 2016–2017) |
| Conference 1 | Conference 1 | Conference 1                                                       |
| ------------ | ------------ | ------------------------------------------------------------------ |
| Polonia      | 1            | Basket 90 Gdynia (ottava)                                          |
| Russia       | 1            | Spartak MO Noginsk (undicesima)                                    |
| Conference 2 |              |                                                                    |
| Francia      | 1            | Saint-Amand Hainaut Basket (ottava)                                |
| Paesi Bassi  | 1            | Amsterdam Angels (fondata nel 2017)                                |

## Turno di qualificazione

### Conference 1
La partita di andata si è giocata il 20 settembre, quella di ritorno il 27 settembre 2017.
| Squadra 1        | Totale  | Squadra 2          | Andata  | Ritorno |
| ---------------- | ------- | ------------------ | ------- | ------- |
| Basket 90 Gdynia | 170-134 | Spartak MO Noginsk | 95 - 55 | 75 - 79 |

### Conference 2
La partita di andata si è giocata il 26 settembre, quella di ritorno il 29 settembre 2017.
| Squadra 1                  | Totale  | Squadra 2        | Andata  | Ritorno |
| -------------------------- | ------- | ---------------- | ------- | ------- |
| Saint-Amand Hainaut Basket | 139-101 | Amsterdam Angels | 84 - 48 | 55 - 53 |

## Regular season
I gruppi sono stati sorteggiati il 4 luglio 2017 a Monaco di Baviera.
La regular season è iniziata l'11 ottobre 2017 ed è terminata il 30 novembre 2017.
Legenda:
- Squadre qualificate ai sedicesimi
- Squadre qualificate ai trentaduesimi
- Squadre eliminate

### Conference 1

#### Gruppo A
Classifica
|    | Squadra             | Pt. | G | V | P | PF  | PS  | diff |
| -- | ------------------- | --- | - | - | - | --- | --- | ---- |
| 1. | TTT Rīga            | 12  | 6 | 6 | 0 | 461 | 417 | +44  |
| 2. | Olympiakos          | 10  | 6 | 4 | 2 | 434 | 356 | +78  |
| 3. | Gorzów Wielkopolski | 7   | 6 | 1 | 5 | 395 | 450 | -55  |
| 4. | Beşiktaş            | 7   | 6 | 1 | 5 | 346 | 413 | -67  |

Risultati
| RIG   | OLY   | GOR   | BES   |
| ----- | ----- | ----- | ----- |
|       | 74-70 | 86-85 | 78-52 |
| 72-78 |       | 68-45 | 69-50 |
| 73-79 | 56-85 |       | 71-65 |
| 65-66 | 53-70 | 66-60 |       |

Nota:
1. ↑  Terza per la migliore differenza punti

#### Gruppo B
Classifica
|    | Squadra            | Pt. | G | V | P | PF  | PS  | diff |
| -- | ------------------ | --- | - | - | - | --- | --- | ---- |
| 1. | Good Angels Košice | 11  | 6 | 5 | 1 | 439 | 393 | +46  |
| 2. | Mersin             | 10  | 6 | 4 | 2 | 442 | 397 | +45  |
| 3. | Enisey Krasnojarsk | 9   | 6 | 3 | 3 | 405 | 413 | -8   |
| 4. | MBK Ružomberok     | 6   | 6 | 0 | 6 | 321 | 404 | -83  |

Risultati
| KOS   | MER   | ENI   | RUZ   |
| ----- | ----- | ----- | ----- |
|       | 89-87 | 77-61 | 63-48 |
| 76-70 |       | 69-62 | 54-42 |
| 65-81 | 75-70 |       | 55-52 |
| 56-59 | 59-86 | 64-87 |       |

#### Gruppo C
Classifica
|    | Squadra          | Pt. | G | V | P | PF  | PS  | diff |
| -- | ---------------- | --- | - | - | - | --- | --- | ---- |
| 1. | Artego Bydgoszcz | 10  | 6 | 4 | 2 | 464 | 434 | +30  |
| 2. | MBA Mosca        | 9   | 6 | 3 | 3 | 411 | 437 | -26  |
| 3. | Udominate Umeå   | 9   | 6 | 3 | 3 | 435 | 425 | +10  |
| 4. | Sparta&K Vidnoe  | 8   | 6 | 2 | 4 | 423 | 437 | -14  |

Risultati
| ART   | MBA   | UME   | VID   |
| ----- | ----- | ----- | ----- |
|       | 78-65 | 70-74 | 69-58 |
| 70-87 |       | 76-56 | 70-60 |
| 86-72 | 68-71 |       | 86-57 |
| 81-88 | 88-59 | 79-65 |       |

Nota:
1. ↑  Seconda per la differenza canestri di +23 nel confronto diretto con Udominate Umeå

#### Gruppo D
Classifica
|    | Squadra          | Pt. | G | V | P | PF  | PS  | diff |
| -- | ---------------- | --- | - | - | - | --- | --- | ---- |
| 1. | Hatay            | 12  | 6 | 6 | 0 | 435 | 356 | +79  |
| 2. | Sepsi SIC        | 8   | 6 | 2 | 4 | 386 | 397 | -11  |
| 3. | Energa Toruń     | 8   | 6 | 2 | 4 | 383 | 402 | -19  |
| 4. | Piešťanské Čajky | 8   | 6 | 2 | 4 | 351 | 400 | -49  |

Risultati
| HAT   | SEP   | TOR   | PIE   |
| ----- | ----- | ----- | ----- |
|       | 73-67 | 66-58 | 82-58 |
| 63-80 |       | 71-49 | 64-57 |
| 53-71 | 84-69 |       | 66-48 |
| 57-63 | 54-52 | 77-73 |       |

Nota:
1. 1 2  Classifica in base alla differenza canestri: Sepsi SIC +12 ; Energa Toruń +7; Piešťanské Čajky -19.

#### Gruppo E
Classifica
|    | Squadra               | Pt. | G | V | P | PF  | PS  | diff |
| -- | --------------------- | --- | - | - | - | --- | --- | ---- |
| 1. | Ślęza Wrocław         | 12  | 6 | 6 | 0 | 445 | 371 | +74  |
| 2. | Basket 90 Gdynia      | 9   | 6 | 3 | 3 | 428 | 386 | +42  |
| 3. | Agü Spor Kayseri      | 8   | 6 | 2 | 4 | 435 | 405 | +30  |
| 4. | İstanbul Üniversitesi | 7   | 6 | 1 | 5 | 377 | 523 | -146 |

Risultati
| WRO   | GYD    | KAY   | IST   |
| ----- | ------ | ----- | ----- |
|       | 72-61  | 73-68 | 67-58 |
| 59-66 |        | 58-57 | 84-52 |
| 70-72 | 67-62  |       | 99-64 |
| 55-95 | 72-104 | 76-74 |       |

### Conference 2

#### Gruppo F
Classifica
|    | Squadra                | Pt. | G | V | P | PF  | PS  | diff |
| -- | ---------------------- | --- | - | - | - | --- | --- | ---- |
| 1. | Flammes Carolo Basket  | 12  | 6 | 6 | 0 | 469 | 361 | +108 |
| 2. | Diósgyőr Miskolc       | 9   | 6 | 3 | 3 | 436 | 435 | +1   |
| 3. | PEAC-Pécs              | 8   | 6 | 2 | 4 | 381 | 440 | -59  |
| 4. | Rutronik Stars Keltern | 7   | 6 | 1 | 5 | 405 | 455 | -50  |

Risultati
| CAR   | MIS   | PEC   | KEL   |
| ----- | ----- | ----- | ----- |
|       | 88-78 | 82-46 | 79-63 |
| 58-68 |       | 73-59 | 81-78 |
| 59-67 | 79-74 |       | 69-67 |
| 57-85 | 63-72 | 77-69 |       |

#### Gruppo G
Classifica
|    | Squadra                 | Pt. | G | V | P | PF  | PS  | diff |
| -- | ----------------------- | --- | - | - | - | --- | --- | ---- |
| 1. | Spar CityLift Girona    | 11  | 6 | 5 | 1 | 484 | 369 | +115 |
| 2. | Basket Landes           | 11  | 6 | 5 | 1 | 437 | 407 | +30  |
| 3. | Lointek Gernika Bizkaia | 7   | 6 | 1 | 5 | 400 | 465 | -65  |
| 4. | Ceglédi EKK             | 7   | 6 | 1 | 5 | 384 | 464 | -80  |

Risultati
| GIR   | LAN   | GER   | CEG   |
| ----- | ----- | ----- | ----- |
|       | 78-47 | 81-68 | 86-55 |
| 88-75 |       | 72-64 | 70-69 |
| 57-81 | 62-84 |       | 81-67 |
| 54-83 | 59-76 | 80-68 |       |

Nota:
1. ↑  Prima per la differenza canestri di +18 nel confronto diretto con Basket Landes
2. ↑  Terza per la differenza canestri di +2 nel confronto diretto con Ceglédi EKK

#### Gruppo H
Classifica
|    | Squadra            | Pt. | G | V | P | PF  | PS  | diff |
| -- | ------------------ | --- | - | - | - | --- | --- | ---- |
| 1. | Passalacqua Ragusa | 12  | 6 | 6 | 0 | 455 | 344 | +111 |
| 2. | KSC Szekszárd      | 10  | 6 | 4 | 2 | 435 | 402 | +33  |
| 3. | ČEZ Nymburk        | 7   | 6 | 1 | 5 | 404 | 451 | -47  |
| 4. | GdEssa Barreiro    | 7   | 6 | 1 | 5 | 362 | 459 | -97  |

Risultati
| RAG   | SZE   | NYM   | SAN   |
| ----- | ----- | ----- | ----- |
|       | 72-59 | 79-69 | 76-45 |
| 56-74 |       | 73-66 | 91-65 |
| 58-74 | 69-86 |       | 80-69 |
| 57-80 | 56-70 | 70-62 |       |

Nota:
1. ↑  Prima per la differenza canestri di +3 nel confronto diretto con GdEssa Barreiro

#### Gruppo I
Classifica
|    | Squadra               | Pt. | G | V | P | PF  | PS  | diff |
| -- | --------------------- | --- | - | - | - | --- | --- | ---- |
| 1. | Umana Reyer Venezia   | 12  | 6 | 6 | 0 | 437 | 304 | +133 |
| 2. | TSV 1880 Wasserburg   | 9   | 6 | 3 | 3 | 394 | 365 | +29  |
| 3. | Elfic Fribourg Basket | 8   | 6 | 2 | 4 | 360 | 412 | -52  |
| 4. | KP Brno               | 7   | 6 | 1 | 5 | 354 | 464 | -110 |

Risultati
| VEN   | WAS   | FRI   | BRN   |
| ----- | ----- | ----- | ----- |
|       | 67-51 | 77-37 | 83-52 |
| 58-68 |       | 75-58 | 81-62 |
| 55-66 | 59-56 |       | 72-52 |
| 51-76 | 51-73 | 86-79 |       |

#### Gruppo J
Classifica
|    | Squadra                    | Pt. | G | V | P | PF  | PS  | diff |
| -- | -------------------------- | --- | - | - | - | --- | --- | ---- |
| 1. | Belfius Namur-Capitale     | 10  | 6 | 4 | 2 | 439 | 407 | +32  |
| 2. | Saint-Amand Hainaut Basket | 9   | 6 | 3 | 3 | 420 | 399 | +21  |
| 3. | UNI Győr                   | 9   | 6 | 3 | 3 | 407 | 425 | -18  |
| 4. | Nantes Rezé                | 8   | 6 | 2 | 4 | 381 | 416 | -35  |

Risultati
| NAM   | SAM   | GYO   | NAN   |
| ----- | ----- | ----- | ----- |
|       | 75-73 | 62-63 | 77-60 |
| 80-60 |       | 77-70 | 50-63 |
| 72-82 | 62-74 |       | 76-70 |
| 59-83 | 69-66 | 60-64 |       |

Nota:
1. ↑  Seconda per la differenza canestri di +19 nel confronto diretto con UNI Győr

### Classifica delle migliori terze
Legenda:
- Squadre qualificate ai trentaduesimi

#### Conference 1
| ordine | squadra             | punti | G | V | P | PF  | PS  | Diff. | posizione |
| ------ | ------------------- | ----- | - | - | - | --- | --- | ----- | --------- |
| 1      | Udominate Umeå      | 9     | 6 | 3 | 3 | 435 | 425 | +10   | gruppo C  |
| 2      | Enisey Krasnojarsk  | 9     | 6 | 3 | 3 | 405 | 413 | -8    | gruppo B  |
| 3      | Agü Spor Kayseri    | 8     | 6 | 2 | 4 | 435 | 405 | +30   | gruppo E  |
| 4      | Energa Toruń        | 8     | 6 | 2 | 4 | 383 | 402 | -19   | gruppo D  |
| 5      | Gorzów Wielkopolski | 7     | 6 | 1 | 5 | 395 | 450 | -55   | gruppo A  |

#### Conference 2
| ordine | squadra                 | punti | G | V | P | PF  | PS  | Diff. | posizione |
| ------ | ----------------------- | ----- | - | - | - | --- | --- | ----- | --------- |
| 1      | UNI Győr                | 9     | 6 | 3 | 3 | 407 | 425 | -18   | gruppo J  |
| 2      | Elfic Fribourg Basket   | 8     | 6 | 2 | 4 | 360 | 412 | -52   | gruppo I  |
| 3      | PEAC-Pécs               | 8     | 6 | 2 | 4 | 381 | 440 | -59   | gruppo F  |
| 4      | ČEZ Nymburk             | 7     | 6 | 1 | 5 | 404 | 451 | -47   | gruppo H  |
| 5      | Lointek Gernika Bizkaia | 7     | 6 | 1 | 5 | 400 | 465 | -65   | gruppo G  |

## Play-off
Classifica delle 24 squadre teste di serie dopo la regular season.
| ordine | squadra                    | punti | G | V | P | PF  | PS  | Diff. | posizione   | Qualif.                     |
| ------ | -------------------------- | ----- | - | - | - | --- | --- | ----- | ----------- | --------------------------- |
| 1      | Umana Reyer Venezia        | 12    | 6 | 6 | 0 | 437 | 304 | +133  | 1º gruppo I | ai sedicesimi (Round of 16) |
| 2      | Passalacqua Ragusa         | 12    | 6 | 6 | 0 | 455 | 344 | +111  | 1º gruppo H | ai sedicesimi (Round of 16) |
| 3      | Flammes Carolo Basket      | 12    | 6 | 6 | 0 | 469 | 361 | +108  | 1º gruppo F | ai sedicesimi (Round of 16) |
| 4      | Hatay                      | 12    | 6 | 6 | 0 | 435 | 356 | +79   | 1º gruppo D | ai sedicesimi (Round of 16) |
| 5      | Ślęza Wrocław              | 12    | 6 | 6 | 0 | 445 | 371 | +74   | 1º gruppo E | ai sedicesimi (Round of 16) |
| 6      | TTT Rīga                   | 12    | 6 | 6 | 0 | 461 | 417 | +44   | 1º gruppo A | ai sedicesimi (Round of 16) |
| 7      | Spar CityLift Girona       | 11    | 6 | 5 | 1 | 484 | 369 | +115  | 1º gruppo G | ai sedicesimi (Round of 16) |
| 8      | Good Angels Košice         | 11    | 6 | 5 | 1 | 439 | 393 | +46   | 1º gruppo B | ai sedicesimi (Round of 16) |
|        |                            |       |   |   |   |     |     |       |             |                             |
| 9      | Basket Landes              | 11    | 6 | 5 | 1 | 437 | 407 | +30   | 2º gruppo G | ai trentaduesimi (Round 1)  |
| 10     | Olympiakos                 | 10    | 6 | 4 | 2 | 434 | 356 | +78   | 2º gruppo A | ai trentaduesimi (Round 1)  |
| 11     | Mersin                     | 10    | 6 | 4 | 2 | 442 | 397 | +45   | 2º gruppo B | ai trentaduesimi (Round 1)  |
| 12     | KSC Szekszárd              | 10    | 6 | 4 | 2 | 435 | 402 | +33   | 2º gruppo H | ai trentaduesimi (Round 1)  |
| 13     | Belfius Namur-Capitale     | 10    | 6 | 4 | 2 | 439 | 407 | +32   | 1º gruppo J | ai trentaduesimi (Round 1)  |
| 14     | Artego Bydgoszcz           | 10    | 6 | 4 | 2 | 464 | 434 | +30   | 1º gruppo C | ai trentaduesimi (Round 1)  |
| 15     | Basket 90 Gdynia           | 9     | 6 | 3 | 3 | 428 | 386 | +42   | 2º gruppo E | ai trentaduesimi (Round 1)  |
| 16     | TSV 1880 Wasserburg        | 9     | 6 | 3 | 3 | 394 | 365 | +29   | 2º gruppo I | ai trentaduesimi (Round 1)  |
| 17     | Saint-Amand Hainaut Basket | 9     | 6 | 3 | 3 | 420 | 399 | +21   | 2º gruppo J | ai trentaduesimi (Round 1)  |
| 18     | Udominate Umeå             | 9     | 6 | 3 | 3 | 435 | 425 | +10   | 3º gruppo C | ai trentaduesimi (Round 1)  |
| 19     | Diósgyőr Miskolc           | 9     | 6 | 3 | 3 | 436 | 435 | +1    | 2º gruppo F | ai trentaduesimi (Round 1)  |
| 20     | Enisey Krasnojarsk         | 9     | 6 | 3 | 3 | 405 | 413 | -8    | 3º gruppo B | ai trentaduesimi (Round 1)  |
| 21     | UNI Győr                   | 9     | 6 | 3 | 3 | 407 | 425 | -18   | 3º gruppo J | ai trentaduesimi (Round 1)  |
| 22     | MBA Mosca                  | 9     | 6 | 3 | 3 | 411 | 437 | -26   | 2º gruppo C | ai trentaduesimi (Round 1)  |
| 23     | Sepsi SIC                  | 8     | 6 | 2 | 4 | 386 | 397 | -11   | 2º gruppo D | ai trentaduesimi (Round 1)  |
| 24     | Elfic Fribourg Basket      | 8     | 6 | 2 | 4 | 360 | 412 | -52   | 3º gruppo I | ai trentaduesimi (Round 1)  |

Si considerano, in ordine, i punti; la differenza punti; i punti realizzati.

### Trentaduesimi di finale (Round 1)
Le partite di andata si sono giocate il 13 e il 14 dicembre, quelle di ritorno il 20 e il 21 dicembre 2017.
| Squadra 1                       | Totale  | Squadra 2                   | Andata | Ritorno |
| ------------------------------- | ------- | --------------------------- | ------ | ------- |
| (24) Elfic Fribourg Basket      | 124-140 | Basket Landes (9)           | 64-71  | 57-69   |
| (23) Sepsi SIC                  | 115-122 | Olympiakos (10)             | 59-55  | 56-67   |
| (22) MBA Mosca                  | 142-166 | Mersin (11)                 | 66-81  | 76-85   |
| (21) UNI Győr                   | 134-156 | KSC Szekszárd (12)          | 67-76  | 67-80   |
| (20) Enisey Krasnojarsk         | 125-120 | Belfius Namur-Capitale (13) | 69-58  | 56-62   |
| (19) Diósgyőr Miskolc           | 139-161 | Artego Bydgoszcz (14)       | 68-86  | 71-75   |
| (18) Udominate Umeå             | 130-144 | Basket 90 Gdynia (15)       | 71-67  | 59-77   |
| (17) Saint-Amand Hainaut Basket | 145-108 | TSV 1880 Wasserburg (16)    | 80-47  | 65-61   |

### Sedicesimi di finale
Le partite di andata si sono giocate il 3 e il 4 gennaio, quelle di ritorno il 10 e l'11 gennaio 2018.
| Squadra 1                       | Totale  | Squadra 2                 | Andata | Ritorno |
| ------------------------------- | ------- | ------------------------- | ------ | ------- |
| (17) Saint-Amand Hainaut Basket | 113-175 | Umana Reyer Venezia (1)   | 58-87  | 55-88   |
| (15) Basket 90 Gdynia           | 138-147 | Passalacqua Ragusa (2)    | 72-76  | 66-71   |
| (14) Artego Bydgoszcz           | 109-167 | Flammes Carolo Basket (3) | 62-83  | 47-84   |
| (20) Enisey Krasnojarsk         | 139-142 | Hatay (4)                 | 65-70  | 74-72   |
| (12) KSC Szekszárd              | 156-151 | Ślęza Wrocław (5)         | 72-77  | 84-74   |
| (11) Mersin                     | 151-132 | TTT Rīga (6)              | 88-70  | 63-62   |
| (10) Olympiakos                 | 127-149 | Spar CityLift Girona (7)  | 65-60  | 62-89   |
| (9) Basket Landes               | 113-118 | Good Angels Košice (8)    | 69-55  | 44-63   |

### Ottavi di finale
Le partite di andata si sono giocate il 24 e il 25 gennaio, quelle di ritorno il 31 gennaio e il 1º febbraio 2018.
| Squadra 1                | Totale  | Squadra 2                 | Andata | Ritorno |
| ------------------------ | ------- | ------------------------- | ------ | ------- |
| (8) Good Angels Košice   | 141-152 | Umana Reyer Venezia (1)   | 68-89  | 73-63   |
| (7) Spar CityLift Girona | 163-133 | Passalacqua Ragusa (2)    | 85-61  | 78-72   |
| (11) Mersin              | 166-155 | Flammes Carolo Basket (3) | 80-71  | 86-84   |
| (12) KSC Szekszárd       | 139-174 | Hatay (4)                 | 74-76  | 65-98   |

## Fase finale
Le quattro squadre vincenti del turno precedente incontrano le quinte e seste classificate dei due gruppi dell'EuroLega:
| pos. | gruppo | squadra             |
| ---- | ------ | ------------------- |
| 5ª   | A      | Galatasaray         |
| 6ª   | A      | ESBVA-LM            |
| 5ª   | B      | Perfumerias Avenida |
| 6ª   | B      | Nadezhda Orenburg   |

### Quarti di finale
In seguito al sorteggio avvenuto a Monaco di Baviera si sono avuti i seguenti accoppiamenti.
Le squadre provenienti dall'Eurolega disputano la prima gara in casa, se giocano fra loro – due club dell'Eurolega o due club dell'Eurocoppa – si segue l'ordine di classifica della stagione regolare o l'ordine delle teste di serie. Le partite di andata si sono disputate il 28 febbraio e il 1º marzo, quelle di ritorno il 7 e l'8 marzo 2018.
| Squadra 1         | Totale  | Squadra 2            | Andata | Ritorno |
| ----------------- | ------- | -------------------- | ------ | ------- |
| Mersin            | 138-139 | Umana Reyer Venezia  | 73-79  | 65-60   |
| Galatasaray       | 134-132 | Spar CityLift Girona | 62-65  | 72-67   |
| Nadezhda Orenburg | 140-176 | Perfumerias Avenida  | 68-85  | 72-91   |
| ESBVA-LM          | 145-156 | Hatay                | 74-72  | 71-84   |

### Semifinali
Le partite di andata si sono disputate il 22 marzo, quelle di ritorno il 28 e 29 marzo 2018.
| Squadra 1   | Totale  | Squadra 2           | Andata | Ritorno |
| ----------- | ------- | ------------------- | ------ | ------- |
| Hatay       | 131-134 | Umana Reyer Venezia | 74-54  | 57-80   |
| Galatasaray | 124-119 | Perfumerias Avenida | 69-62  | 55-57   |

### Finale
La finale di andata si è disputata l'11 aprile, quella di ritorno il 18 aprile 2018.
| Squadra 1   | Totale  | Squadra 2           | Andata | Ritorno |
| ----------- | ------- | ------------------- | ------ | ------- |
| Galatasaray | 155-140 | Umana Reyer Venezia | 90-68  | 65-72   |

## Verdetti
- Vincitrice:  Galatasaray (2º titolo)
Formazione: Olivia Époupa, Kaela Davis, Meltem Yıldızhan, İrem Naz Topuz, Işıl Alben, Jelena Dubljević, Gintarė Petronytė, Alexandria Quigley, Gizem Başaran, Merve Uygül, Tuğba Taşçı, Ewelina Kobryn. Allenatore: Marina Maljković.